# Европейский свободный альянс
Европе́йский свобо́дный алья́нс (англ. European Free Alliance, EFA) — объединение различных европейских политических партий, которые представляют интересы национальных меньшинств и/или добиваются политического суверенитета вплоть до отделения или самоуправления для своей страны или региона.
В подгруппе EFA на 2021 г. состоит пять членов Европарламента по данным сайта группы Зелёных/ЕСА:
- Франсуа Альфонси, Корсика, Франция;
- Татьяна Жданок, Русский союз Латвии (Latvijas Krievu savienība), Латвия;
- Жорди Соле, Левая республиканская партия Каталонии, Каталония, Испания (глава группы ЕСА, первый зампред фракции Зелёных/ЕСА);
- Диана Риба, Левая республиканская партия Каталонии;
- Пьер-Никола Педичини, Италия.

По данным сайта ЕСА, к нему также принадлежит евродепутат
- Мануэла Рипа, Германия.

В Европарламенте EFA находится в коалиции с партией зелёных. Три евродепутата от Нового фламандского альянса и один от EH Bildu, входящих в EFA, состоят в других группах Европарламента.

## История
Начиная с Европейских парламентских выборов 1979 года, регионалисты и сепаратисты были представлены в Европарламенте. В ходе этих выборов пять регионалистских партий получили посты: Северо-ирландская Социал-демократическая и лейбористская партия, Шотландская национальная партия, фламандский Народный Союз, валлонский Демократический фронт франкофонов и Южно-тирольская народная партия. Шотландская национальная партия, будучи также социально-демократической партией, присоединилась к Европейским прогрессивным демократам, руководимым со стороны голлистского Объединением Республики, Социально-демократическая и рабочая Партия присоединилась к Партии Социалистов, Народный Союз и Демократический фронт франкофонов к Технической группе Независимых, которая состояла и из консерваторов, и левое крыло членов Европарламента (Member of the European Parliament — MEP), а SVP присоединилась к Европейской Народной Партии.
В 1981 году некоторые европейские регионалистские партии объединились друг с другом, чтобы сформировать панъевропейский политический альянс, то есть Европейский свободный альянс. Только в ходе европейских парламентских выборов 1989 года члены EFA сформировали объединенную группу в Европарламенте.
В 1989 году регионалисты, включая членов EFA, сформировали группу, названную также Rainbow Group. Она состояла из трех итальянских членов европейского парламент (Lega Nord и Сардинийская партия движения), двух испанских членов Европарламента (Баскская националистическая партия и Андалузская партия), один бельгийский член Европарламента (фламандский Народный Союз — VU), один французский член европейского парламента (Союз Корсиканского Народа), один британский член европейского парламента (Шотландская народная партия) и один ирландский член Европарламента (Independent). Они были присоединены четырьмя членами Европарламента из левого крыла датского евроскептического Народного движения против ЕС, в то время как остальные регионалисты-члены Европарламента, включая тех, кто состоял в Объединении Республики, SVP и в Конвергенции и Союзе Каталонии, отказались присоединиться к EFA.
Во время выборов в Европейский парламент 1994 года регионалисты значительно ослабли. Кроме того, они приостановили членство Lega Nord, вошедшей в одно правительство с постфашистским Национальным Альянсом, а Баскская национальная партия присоединилась к Европейской народной партии. Оставшиеся три члены EFA в парламенте (Шотландская Народная Партия, VU и Канарская Коалиция) сформировали общую группу вместе с Energie Radicale. Эта группа получила название Европейского радикального альянса.
Во время выборов в Европейский парламент 1999 года члены EFA в парламенте сформировали общую группу вместе с Европейскими Зелеными (European Greens) под названием European Greens–European Free Alliance. EFA поставила десять членов из Шотландской национальной партии (2 члена Европарламента), валлийской Plaid Cymru (2 члена), фламандского Народного Союза (2), Баскской национальной партии (1), Баскской Солидарности (1), Андалузской партии (1), Галисийского националистического блока (1).
При выборах в Европейский парламент 2004 года EFA обратился к четырём членам Европарламента (два из ШНП, один из Plaid Cymru и один из Левой республиканской партии Каталонии, вытеснены в среднесрочной перспективе членом из Европарламента Баскской Солидарности) плюс два филиала членов. Сотрудничество с «Зелёными» продолжается. В 2004 году EFA стал европейской политической партией.

## Партии—члены Альянса
| Государство       | Партия                                         | Кого представляют  |
| Австрия           | Enotna Lista                                   | Словенцы           |
| Бельгия           | Новый фламандский альянс                       | Фландрия           |
| Болгария          | Илинден — Пирин                                | Македонцы          |
| Великобритания    | Сыны Корнуолла                                 | Корнуолл           |
| Великобритания    | Партия Уэльса                                  | Уэльс              |
| Великобритания    | Шотландская национальная партия                | Шотландия          |
| Германия          | Lausitzer Allianz                              | Лужичане           |
| Германия          | Союз южношлезвигских избирателей               | Фризы, датчане     |
| Германия          | Die Friesen                                    | Фризы              |
| Греция            | Vinozhito Rainbow Party                        | Македонцы          |
| Дания             | Шлезвигская партия                             | Немцы              |
| Испания           | Аралар                                         | Страна Басков      |
| Испания           | Bloque Nacionalista Galego                     | Галисия            |
| Испания           | Chunta Aragonesista                            | Арагон             |
| Испания           | Левая республиканская партия Каталонии         | Каталония          |
| Испания / Франция | Баскская солидарность                          | Страна Басков      |
| Испания           | Андалусистская партия                          | Андалусия          |
| Испания           | PSM-Entesa                                     | Балеарские острова |
| Италия            | Autonomie - Liberté - Participation – Écologie | Валле д'Аоста      |
| Италия            | Liga Veneta Repubblica                         | Венеция            |
| Италия            | Partido Sardo d'Azione                         | Сардиния           |
| Италия            | Slovenska Skupnost                             | Словенцы           |
| Италия            | Südtiroler Freiheit                            | Южный Тироль       |
| Италия            | Union Valdôtaine                               | Валле-д’Аоста      |
| Нидерланды        | Fryske Nasjonale Partij                        | Фрисландия         |
| Польша            | Ruch Autonomii Śląska                          | Силезия            |
| Словакия          | Magyar Kereszténydemokrata Szövetség           | Венгры             |
| Финляндия         | Ålands Framtid                                 | Аландские острова  |
| Франция           | Mouvement Région Savoie                        | Савойя             |
| Франция           | Partit Occitan                                 | Окситания          |
| Франция           | Unser Land                                     | Эльзас             |
| Франция           | Partitu di a Nazione Corsa                     | Корсика            |
| Франция           | Union démocratique bretonne                    | Бретань            |
| Франция           | Unitat Catalana                                | Северная Каталония |
| Чехия             | Мораване (партия)                              | Моравия            |
| Хорватия          | Список за Риеку                                | Риека              |

## Партии со статусом наблюдателей
| Италия  | L'Altro Sud                | Южная Италия      |
| Латвия  | Русский союз Латвии        | Русские в Латвии  |
| Испания | Bloc Nacionalista Valencia | Валенсия          |
| Испания | Nueva Canarias             | Канарские острова |